# Oligotrophus sabinae
Oligotrophus sabinae är en tvåvingeart som beskrevs av Jean-Jacques Kieffer 1898. Oligotrophus sabinae ingår i släktet Oligotrophus och familjen gallmyggor. Inga underarter finns listade i Catalogue of Life.